# 塞尔希奥·马托
塞尔希奥·阿曼多·马托·苏亚雷斯（西班牙語：Sergio Armando Matto Suárez，1930年10月13日—），乌拉圭篮球运动员，曾代表乌拉圭参加1952年夏季奥运会、1956年夏季奥运会和1960年夏季奥运会男子篮球比赛，分别获得铜牌、铜牌和第八名。